# Jean-César Macret
Pour les articles homonymes, voir Macret.
Jean-César Macret est un graveur français né le 1er mars 1768 à Abbeville et mort le 4 janvier 1825 à Paris, où il fut également marchand d'estampes et professeur de dessin.

## Biographie
Jean-César Macret est le dernier des sept enfants nés du mariage de Jean-Baptiste Macret, marchand savonnier à Abbeville, et de Marie-Charlotte Miannay, et dont les deux aînés sont Marie-Anne Françoise Charlotte (née en 1749, épouse de l'artiste peintre abbevillois Pierre-Adrien Choquet, mère du graveur Pierre-Jean-Baptiste-Isidore Choquet), et Charles-François-Adrien Macret, dessinateur et graveur. Jean-Baptiste Macret meurt ébouillanté des suites d'une chute accidentelle dans une cuve de sa savonnerie en décembre 1772, rendant Jean-César orphelin de père à l'âge de quatre ans.
Au regard de la vie de Charles-François-Adrien, nous savons peu de choses de celle de Jean-César Macret, graveur au burin et au pointillé redécouvert fort tardivement au travers de son illustration des Œuvres complètes de Jean Racine par Henri Béraldi qui recommanda à l'historien abbevillois Émile Delignières d'effectuer des recherches à même de restituer une personnalité d'intérêt méconnu.
Jean-César Macret est installé à Paris rue Saint-Hyacinthe, puis en 1797 rue de Thionville (Paris) où il est marchand d'estampes et professeur de dessin, en 1801 au no 18 rue des Fossés Monsieur-le-Prince, en 1802 au no 26 du quai des Orfèvres. Son mariage avec Marie-Joséphine Toussaint est antérieur à 1806.

## Œuvres

### Contributions bibliophiliques
- Salomon Gessner, Œuvres de Gessner, Paris, 1793.
- Miguel de Cervantes, Les aventures de Don Quichotte traduites de l'espagnol par Florian, 6 volumes, six figures par Jean-César Macret, Paris, Didot l'Aîné, An III (1794-1795).
- Jean-Pierre Claris de Florian, La jeunesse de Florian ou mémoires d'un jeune espagnol ; ouvrage posthume suivi de quelques idées sur nos auteurs comiques et de quelques pièces fugitives, vingt-quatrième et dernier volume des œuvres complètes, H. Nicolle, vignettes gravées par Jean-César Macret, trois d'entre elles d'après les dessins de son neveu Pierre-Jean-Baptiste-Isidore Choquet, Librairie Stéréotype et Imprimerie de J. Gratiot, Paris, 1807.
- Coenraad Jacob Temminck, gravures d'après les dessins de Pauline Knip, Histoire naturelle des pigeons et des gallinacés, 1808[3].
- La description de l'Égypte, 23 volumes dont 13 volumes de gravures (planche 18 Zoologie - Poissons et planche Botanique - Fagonia par Jean-César Macret), Édition impériale, 1809-1829.
- Almanach de Bacchus, ou élite de chansons et rondes bachiques anciennes et nouvelles, frontispice de Jean-César Macret, Pelletier, Paris, 1810.
- Ponce-Denis Écouchard-Lebrun, Œuvres, G. Warée, Paris, 1811.
- Jean Chardin, Voyages du chevalier Chardin en Perse et autres lieux de l'Orient, enrichis de belles figures en taille-douce représentant les antiquités et les choses remarquables du pays, 10 volumes, Le Normant, imprimeur-libraire, 1811.
- L'enfant de la joie ou le petit Vadé et autres chansons, avec six jolies gravures, Imprimerie de J.-M. Eberhart, chez Rosa, Libraire rue de Bussy, 1812 [4].
- Nouvel almanach des Muses pour l'an grégorien 1813, chez Morenval, Paris, 1813.
- Jean Racine,  Œuvres complètes de Jean Racine avec le commentaire de Jean-François de La Harpe et augmentées de plusieurs morceaux inédits et peu connus, gravures notamment par Jean-César Macret, Louis-François Mariage et Philippe Trière d'après Jean-Michel Moreau, 8 volumes, chez Verdière, quai des Augustins, Paris, 1816.

### Artistes interprétés
- François Bonneville, Portrait de Marguerite-Louis-François Duport-Dutertre.
- Joseph Boze, Portrait de Louis XVI, 1789.
- Louis Caravaque, Portrait d'Élisabeth Petrovna, Impératrice de Russie.
- Jacques-Philippe Caresme, Le sature et la bacchante endormie.
- Élisabeth-Sophie Chéron, Portrait d'Antoinette Des Houlières.
- Pierre-Jean-Baptiste-Isidore Choquet, Portrait de Jacques Destouches.
- Charles Antoine Coypel, Portrait de Molière.
- Antoine van Dyck, Portrait d'un homme non identifié, gravure commencée par Jean-César Macret et terminée par Pierre Viel[5].
- Alexandre Kucharski, Portrait de Michal Wielhorski.
- David Loggan (en), Portrait de Jean Chardin, voyageur (1643-1713)[6].
- Marianne Loir, Portrait d'Émilie du Châtelet.
- Pierre Mignard, Portrait de Thomas Corneille.
- Charles Monnet, Portrait de Claude Fleury, prêtre prieur d'Argenteuil.
- Giovanni Battista Piazzetta, Portrait de Marie-Thérèse, Reine de Hongrie.
- Hyacinthe Rigaud, Portrait de Jean-François Regnard
- Paul Véronèse, Mars désarmé par Vénus[7].
- Élisabeth Vigée Le Brun, Portrait de Marie-Antoinette, Archiduchesse d'Autriche, Reine de France, 1789.
- Antoine-Paul Vincent, Portrait de Pierre Laujon[8].
- Joseph Vivien, Portrait de Fénelon.

### Créations
- Adresse de Macret Macret, graveur et marchand d'estampes, rue de Thionville, maison de Thionville, n°1744 à Paris, tient des tableaux et des leçons de dessins (sujet : trois amours, l'un avec flûte et tambourin, les deux autres dansant).
- Enseigne des voitures Vallet, rue Bergère à Paris[9].

## Réception critique
« Jean-César Macret était loin d'avoir le talent de son frère aîné. Il existe cependant de lui de jolies pièces et en première ligne son adresse de marchand d'estampes, gravée au pointillé (procédé qu'il a beaucoup employé) et que n'aurait pas désavouée Charles-François-Adrien. Le portrait de Chardin, gravé au burin, ceux de la famille royale, au pointillé, les vignettes qui illustrent les œuvres de Gessner et de Millevoye, ainsi que L'enfant de la joie ou le petit Vadé, sont œuvres d'artiste. »

— Henri Macqueron

## Musées et collections publiques

### France
- Musée Boucher-de-Perthes, Abbeville, adresse de Jean-César Macret avec trois amours.
- Bibliothèque nationale de France, Paris.
- Chalcographie du Musée du Louvre, Balanites aegyptiaca - Fagonia glutinosa - Fagonia latifolia, burin.
- Château de Versailles, Portrait de Jean Chardin, d'après David Loggan[6].

### Espagne
- Bibliothèque royale, Madrid, Histoire naturelle des pigeons et des gallinacés de Conraad Jacob Temminck.

### Pologne
- Bibliothèque nationale de Pologne, Varsovie, Aspasie, gravure.

### Royaume-Uni
- Waddesdon Manor, Buckinghamshire, Enseigne des voitures Vallet, Paris[9].
- British Museum, Londres, Portrait d'un homme non identifié, d'après Antoine van Dyck (gravure terminée par Pierre Viel[5] ; Mars désarmé par Vénus, d'après Paul Véronèse[7].

### États-Unis
- Musée des beaux-arts de Boston, Œuvres complètes de Jean Racine.
- Smithsonian Libraries (en), Histoire naturelle des pigeons et des gallinacés de Conraad Jacob Temminck.

## Collections privées
- Cabinet de gravures du Roi Louis-Philippe Ier, Portrait de Pierre Laujon, d'après Antoine-Paul Vincent[8].